# داستان‌گویی در آسیای مرکزی

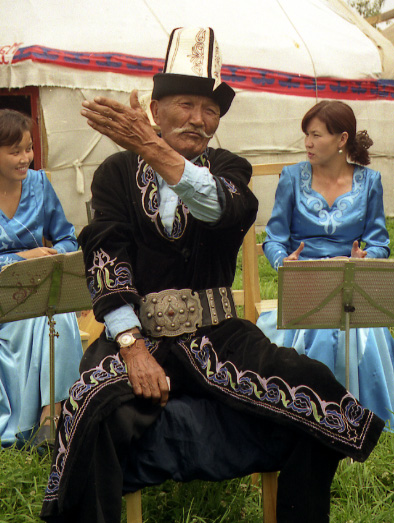
یک مناس‌گوی قرقیز در حال اجرای بخشی از شعر حماسی مناس در یورتی در قراکول.

به قصه‌های عامیانه در میان اقوام ترک‌تبار آسیای مرکزی، ترکیه و آذربایجان داستان یا دَستان گفته می‌شود. این واژه از زبان فارسی در این زبان‌ها به وام گرفته شده‌است.
داستان‌های این اقوام به‌طور کلی بر روی فردی متمرکز است که از قبیله یا مردم خود در برابر مهاجم یا دشمن خارجی محافظت می‌کند. گاهی اوقات شخصیت اصلی چنین داستان‌های واقعیت تاریخی هم داشته‌است. شخصیت اصلی این داستان‌ها معمولاً الوی رفتاری نمونه‌ای ارائه می‌دهد و از این طریق دَستان به ابزار آموزشی تبدیل می‌شود - برای مثال استاد صوفی و شاعر ترک خواجه احمد یسوی می‌گوید: «بگذارید علما حکمت مرا بشنوند و با سخنان من مانند دَستان رفتار کنند». در کنار حکمت، هر دستان سرشار از تاریخ فرهنگی است که مورد توجه محققان است.
در طول تسخیر روسیه بر آسیای مرکزی، بسیاری از دستان‌های جدید برای اعتراض به اشغال روسیه ایجاد شد. این احتمال وجود دارد که آنها با هم تماس داشته بوده و بر یکدیگر تأثیر گذارده‌ند. به گفته مورخ ترک، حسن بلند پاک‌سوی، بلشویک‌ها سعی کردند این نمادهای فرهنگی را فقط با انتشار آن‌ها در مقادیر ناکافی و به شکل تحریف شده «به منظور تضعیف تأثیر قهرمانانه» از بین ببرند.
یک دستان قابل توجه آسیای میانه کتاب دده قورقود از ترکان غُز است - که ممکن است در اوایل قرن سیزدهم گردآوری شده باشد.